# Берцинаев, Магомед Исмаилович
Магомед Исмаилович Берцинаев (25 июня 1960, Куба — 3 августа 1999, Агвали) — прапорщик милиции МВД России, участник боёв против исламских террористов в Дагестане, врач 102-й отдельной бригады оперативного назначения внутренних войск МВД России.

## Биография
Выпускник Дагестанского медицинского института. Согласно своей привычке, никогда не носил с собой оружия, считая своим долгом только оказывать помощь раненым. Службу проходил в 102-й бригаде внутренних войск МВД России.
В ночь со 2 на 3 августа 1999 года во время вторжения бандформирований с территории ЧРИ в Цумадинский район Дагестана Берцинаев находился в санитарной палатке недалеко от блокпоста у села Агвали. Когда он услышал выстрелы, то побежал с санитарной сумкой в сторону блокпоста, но обнаружил там много вооружённых людей и тела товарищей — сержантов милиции Закарьи Гусейнова и Сулеймана Сапиюулаева, у которых были перерезаны глотки.
Берцинаев, скрытно добравшись до брошенного ручного пулемёта, обстрелял один из УАЗов, на котором приехали боевики: в результате пулемётного огня были убиты семь человек, однако и сам Берцинаев погиб. Сослуживцы насчитали 17 пулевых ранений на его теле (в том числе контрольный выстрел в голову). Бой продолжался около получаса.
Посмертно награждён Орденом Мужества. Именем Берцинаева названа школа в селе Куба; также погибшим сотрудникам милиции установлен памятник в селе.